# 班傑明·古根海姆
班傑明·古根海姆（英語：Benjamin Guggenheim，1865年10月26日—1912年4月15日）是一名美國商人，古根海姆家族成員。他大部分時期都在國外發展事業，也是世界知名富豪。1912年4月10日，他與情婦琳曼汀·寶蓮·奧巴特（Léontine Pauline Aubart）及三名僕人在法國瑟堡登上鐵達尼號，之後與男僕死於鐵達尼號沉沒事故中，遺體從未尋獲。

## 早年生活
班傑明·古根海姆出生於美國賓夕法尼亞州費城，是富豪礦業巨頭梅爾·古根海姆（1828年 - 1905年）和芭芭拉·邁爾斯（1834年 - 1900年 ）七個兒子中的第五個。他就讀於皮爾斯商學院（現在的皮爾斯學院），當時是美國最著名的商學院之一。古根海姆是猶太人。1894年，他與紐約賽里格曼資產管理公司高級合夥人詹姆斯·賽里格曼（James Seligman）的女兒芙洛瑞塔·賽里格曼（1870年 - 1937年）結婚。他們育有三個女兒：貝妮塔·羅莎琳德·古根海姆（1895年 - 1927年）、佩姬·古根海姆（1898年 - 1979年）、芭芭拉·黑茲爾·古根海姆（1903年 - 1995年）。班傑明從父親那裡繼承了大量資金。由於他從事海外商業活動，他與妻子聚少離多，經常不在紐約市的家。他後來在法國巴黎買了一套公寓。

## 搭乘鐵達尼號
1912年4月10日，班傑明在法國瑟堡登上鐵達尼號，陪同的人包括他的情婦琳曼汀·寶蓮·奧巴特（Léontine Pauline Aubart，1887年 - 1964年，法國歌手）、男僕維克托·吉利奧（Victor Giglio，1888年 - 1912年）、司機朗尼·派特諾（René Pernot，1872年 - 1912年）和琳曼汀的女僕艾瑪·薩格塞爾（Emma Sägesser，1887年 - 1964年）。他的船票號碼是17593，花費79英鎊4先令（其他來源的價格為56英鎊18先令7便士）。他和維克托住在B-84客房，而琳曼汀和艾瑪住在B-35客房。司機一個人住在二等艙，房號不明。
4月14日，鐵達尼號與冰山擦撞後，琳曼汀和艾瑪跑出房間，去叫醒了班傑明和維克托。剛睜開眼的維克托仍不知道冰山是何物，班傑明醒來後開始著裝；服務員亨利·塞繆爾·埃吉斯（Henry Samuel Etches）幫他穿上救生衣和厚重的禦寒毛衣，之後帶領班傑明一行四人到達小艇甲板上。當琳曼汀和艾瑪不情願的登上9號救生艇時，班傑明用德語對女僕講說：「我們很快就會再碰面！現在只是維修故障，明天鐵達尼號就會繼續航行了」。送走琳曼汀和艾瑪、將他的救生艇位置讓給一位女乘客後，班傑明意識到情況比他想像的嚴重得多，而且他不會獲救。於是他與維克托回到B-82客房，這兩人脫掉救生衣和禦寒毛衣，換穿晚禮服，班傑明還戴著大禮帽。鐵達尼號生還者羅絲·艾米莉·伊卡爾（Rose Amelie Icard）在一封信中寫道：「大富豪班傑明·古根海姆幫助拯救了婦女和兒童後，他在禮服扣眼處插上一朵玫瑰花赴死」。
據生還者描述，他們最後是看到兩人進入主樓梯，關上他們身後的門，並聽到他向服務員說：「我們已經準備好了，就算沉沒也要像個紳士那樣」。他還給這名服務員亨利·塞繆爾·埃吉斯留下一條遺言：「如果有什麼事情發生在我身上，告訴我在紐約的妻子，我已經盡力履行了自己的職責」。亨利補充表示：「在最後幾艘救生艇降下後不久，甲板副官命令我去幫忙划槳，我向古根海姆先生揮手告別，這是我最後一次看到他和維克托」，兩人坐在主樓梯門廳的輕便折疊躺椅上一邊喝白蘭地一邊抽雪茄。他們最終隨船沉沒，屍體也從未尋獲。班傑明的司機朗尼·派特諾也在這場災難中喪生。

## 文化描寫
班傑明·古根海姆是鐵達尼號沉沒事故中最著名的美國罹難者之一。眾多電影、電視劇和百老匯音樂劇中都描寫過他在鐵達尼號上的事蹟。
- 卡米洛·圭爾喬（英语：Camillo Guercio）（1953年）——《鐵達尼號》（電影）
- 哈羅德·戈德布拉特（英语：Harold Goldblatt）（1958年）——《此夜永難忘》（電影）
- 麥克・恩賽因（英语：Michael Ensign）（1997年）——《鐵達尼號》（電影）

## 外部連結
- Encyclopedia Titanica Biography of Benjamin Guggenheim （页面存档备份，存于）
- Benjamin Guggenheim on Titanic-Titanic.com
- Encyclopedia Titanica Biography of Emma Sägesser
- Titanic: Triumph and Tragedy, by John P. Eaton and Charles A. Haas, W.W. Newton & Company, 2nd edition 1995 ISBN 0-393-03697-9
- A Night to Remember, by Walter Lord, ed. Nathaniel Hilbreck, Owl Books, rep. 2004, ISBN 0-8050-7764-2